# Quévert
Quévert (bret. Kever) – miejscowość i gmina we Francji, w regionie Bretania, w departamencie Côtes-d’Armor.
Według danych na rok 1990 gminę zamieszkiwało 3007 osób, a gęstość zaludnienia wynosiła 241 osób/km² (wśród 1269 gmin Bretanii Quévert plasuje się na 181. miejscu pod względem liczby ludności, natomiast pod względem powierzchni na miejscu 743.).